# 安圖科火山

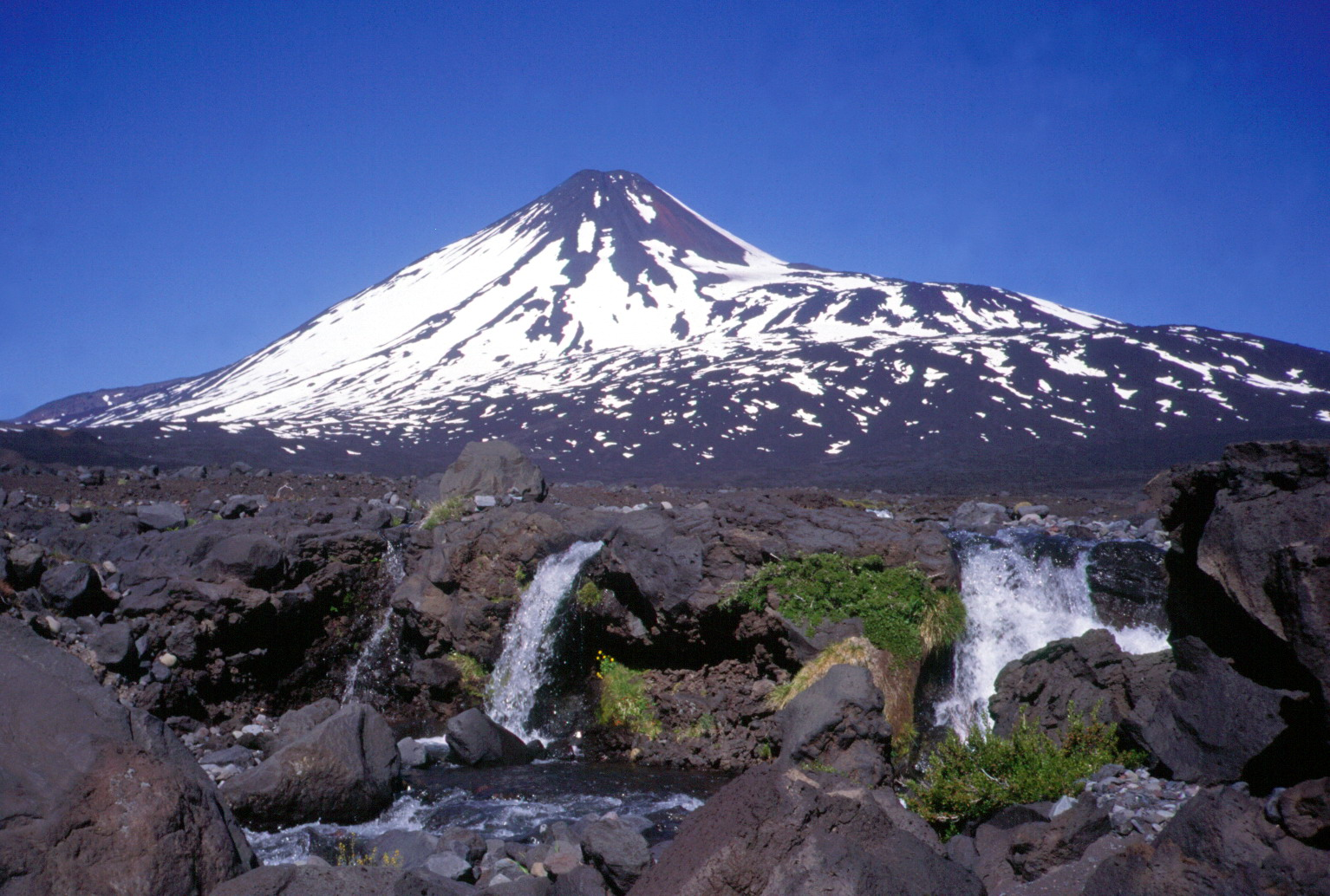

安圖科火山是智利的火山，位於該國中部比奧比奧大區，屬於安第斯山脈的一部分，海拔高度2,979米，最近一次火山噴發在1869年發生，人類在1829年首次成功登頂。
37°24′21″S 71°20′57″W / 37.40583°S 71.34917°W